# Кренологія

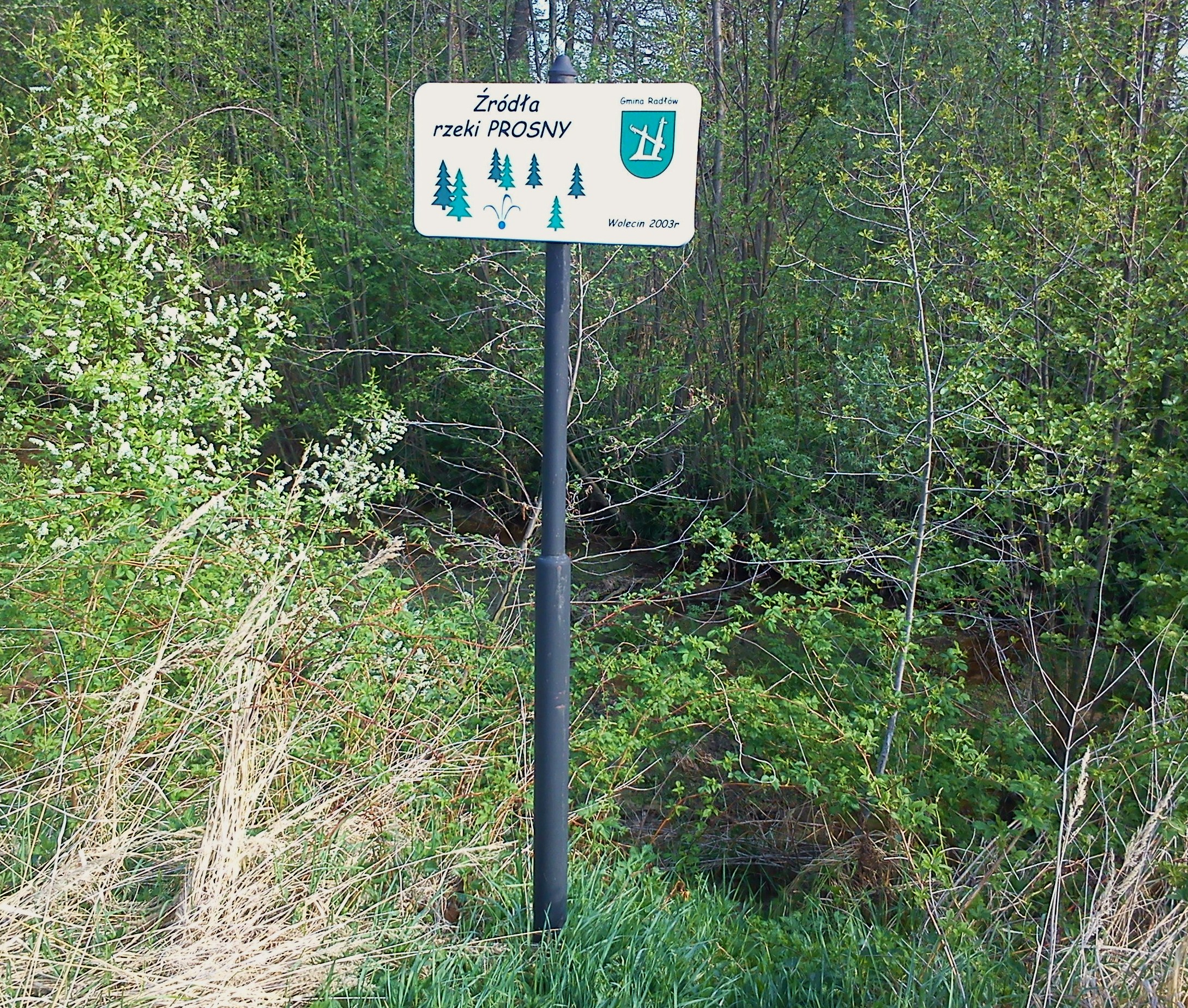
Джерело як предмет зацікавленості кренології

Кренологія (від грец. krene — джерело), гідрологія джерел — наука, що входить до складу гідрології. Цікавиться джерелами. Вивчає геологічні i геоморфологічні умови їх виникнення, описує їх потужність і продуктивність, a також хімічний склад i термічні процеси.

## Виноски
1. ↑  Flis Jan. Szkolny słownik geograficzny. — Warszawa: Wyd-wa Szkolne i Pedagogiczne, 1985. — 139 s. — isbn 83-02-00870-2
2. ↑  Bajkiewicz-Grabowska L., Mikulski Z. Hydrologia ogólna. — Warszawa: Wyd-wo Naukowe PWN, 1999. — S. 14. — isbn 83-01-12802-X